# Diploglossus maculatus
Diploglossus maculatus är en ödleart som beskrevs av  Garman 1888. Diploglossus maculatus ingår i släktet Diploglossus och familjen kopparödlor. Inga underarter finns listade i Catalogue of Life.